# Jean Riolan el Viejo
Jean Riolan el Viejo (Amiens, 1539 — París, 18 de octubre de 1605) fue médico y profesor de Medicina de la Universidad de París. Fue padre de Jean Riolan el Joven. Renombrado por sus trabajos, tanto en literatura como en ciencia, se dice que hablaba los idiomas clásicos con extrema facilidad, teniendo así gran facilidad para acceder al contenido de casi todos los escritos antiguos. Sin embargo, su vida es conocida de forma fragmentaria, excepto que dio clases de filosofía natural en el Colegio de Boncourt, en París, donde se formó, desde 1574, y ocupó el cargo de rector del centro entre 1586 y 1587.
Fue gran defensor de la doctrina de Hipócrates y de los antiguos, a quienes defendió incansablemente en detrimento de los alquimistas. Sus obras, indicadoras de su genialidad, fueron reunidas y publicadas póstumamente, junto con algunos tratados, en la ciudad de París, en 1610, bajo el título de ""Opera Omnia"". Algunos escritos sobre los inicios de las prácticas de cirugía de su época fueron publicados de manera separada. Escribió también comentarios sobre las doctrinas de Hipócrates y de Jean Fernel (1497-1558).
Al igual que Guy Patin (1601-1672), discordaba de William Harvey en relación con la circulación de la sangre.

## Obras

Generalis methodus medendi

- Disputationes duae, una de origine, altera de incremento et de cremento philosophiae, París, 1565
- Ad Impudentiam quorundam Chirurgorum, qui Medicis suquari et Chirurgiam publice profiteri volunt; proveteri dignitate Medicinal Apologia philosophica, París, 1567.
- Dialecticam Petri Rami una ex prælectianibus, Riolano docente raptim excerpta, París, 1568.
- De anima mundi: Disputatio philosophica, 1570.
- Commentarii in sex posteriores physiologiae Fernelii libros, 1577.
- Ad Libros de abditis rerum causis, París, 1602.
- De primis rerum naturalium Principis, París, 1602.
- Opera Omnia, 1610.
- Discours sur les hermaphrodites, 1614.
- Tractatus de febribus, 1640.
- Ad Ferneli Librum de alimentis Commentarius.
- Ad Librum de facultatibus anima.
- Ad Librum de functionibus et humoribus.
- Ad Librum de procreatione hominis.
- Ad Librum de spiritu et calido innnato.
- Ad Librum de temperamentis.
- Artis medicinalis theoricae et practicae Systema, 1629.
- Disputatio metaphysica.
- Expositio in Hippocratis Aphorismos.